# タキオン
タキオン（tachyon ([ˈtækiɒn])）またはタキオン粒子（tachyonic particle）とは常に光速よりも速く移動する仮想的な粒子。
タキオンが存在する実験的証拠は見つかっていない。ほとんどの物理学者は、光よりも速い粒子は既知の物理法則と一致しないためタキオンは存在しないと考えている。
「タキオン」はギリシャ語で「速い」を意味するギリシア語: ταχύ(tachy)に由来する。「タキオン」はジェラルド・ファインバーグの1967年の論文で初めて使用された。現代の物理学では、「タキオン」は、超光速の粒子ではなく、「虚数の質量を持つ場」を指すことが多い。このような場（タキオン場）は現代物理学において重要な役割を果たすようになっている。
上述の通りタキオンが存在する証拠は無いが、SF作品や疑似科学において超光速通信の手段などとして登場する。

## 歴史
タキオンという言葉は、アメリカの物理学者ジェラルド・ファインバーグが1967年に発表した論文"Possibility of Faster-Than-Light Particles"（超光速微粒子の可能性）において提唱されたものである。これは、ジェイムズ・ブリッシュのSF小説"Beep"に触発されたものである。ファインバーグは、特殊相対性理論に基づいて、このような粒子の運動学を研究した。また、論文の中で、虚数の質量を持つ場（現在はタキオン場と呼ばれている）を導入し、そのような粒子が持つ微視的な起源を理解しようとした。
超光速粒子に関する最初の仮説は、1904年にドイツの物理学者アルノルト・ゾンマーフェルトが「メタ粒子」と名付けたものが最初とされている。その後、ジョージ・スダルシャン、Olexa-Myron Bilaniuk、Vijay Deshpandeらの研究によって、その理論的枠組みが発展した。
2011年9月、CERNはタウニュートリノが超光速で移動したと発表したが、その後の調査で、これは実験で使用した光ファイバのタイミングシステムの不具合により、超光速で移動したように観測されただけであることが判明した。

## 性質
タキオンは超光速で運動する。特殊相対性理論では、タキオンは空間的な (space-like) 四元運動量および虚数の固有時を持つ粒子である。タキオンはエネルギー－運動量グラフの空間的な領域に制限され、光速以下の速度で運動することができない。
タキオンに対して、静止質量0で真空中を光速で運動する粒子をルクソン、正の実数の静止質量を持ち（マッシヴであり）どんなに加速しても真空中の光速には達しない粒子をターディオンと呼ぶ。これらの語は、タキオンを議論する文脈においてのみ、タキオンとの対比として用いられる。
特殊相対性理論によれば、通常の物質（ターディオン）はどんなに加速しても光速に達することはない。それに対し、特殊相対性理論に反しないように仮定された超光速粒子であるタキオンは、以下のようなターディオンとは正反対の性質を持つ。
- ターディオンはどんなに加速しても光速に達することはないが、タキオンはどんなに減速しても常に超光速であり光速以下になることはない。また、ターディオンがエネルギーを与えれば与えるほど加速していくのに対して、タキオンはエネルギーを失えば失うほど加速していく。
- タキオンのエネルギーと運動量は、測定可能な物理量なので実数であることが期待されるが、上の性質を持つならば、その静止質量および固有時は虚数となる。

ターディオンとタキオンが干渉するような現象については、特殊相対性理論の原理である「いかなる慣性系でも物理現象が同じになる」という前提が崩れてしまうため、特殊相対性理論ではタキオンの性質を記述することはできない。もしタキオンが光速より速い信号を送るために使われてきた従来の局所化可能な粒子であるなら、これは特殊相対論の因果律の破れを導く。しかし場の量子論の枠組みでは、タキオンは現実の超光速粒子としてよりも、むしろ、系の不安定性を意味するものとして理解され、タキオン凝縮を用いて扱われる。そして、そのような不安定性はタキオン場によって記述される。タキオン場は、ボゾン弦理論のような様々な理論内に現れる。現在の広く受け入れられている粒子の概念によると、タキオン粒子は実在するものとして扱うには不安定すぎる。そのため、タキオンによる超光速通信や因果律の破れは場の量子論の枠組みにおいては不可能である。

## タキオンの検出
タキオン粒子の実在性には様々な議論があるが、その実在に関する仮説を検証するために実験による探索が行われてきた。
タキオンは超光速で動くため、チェレンコフ放射によってその存在が確認できるのではないかと考えられ、様々な人が何度も検出を試みたが、依然成功していない。タキオンが存在し、ターディオンと作用を及ぼし合うなら、因果律が破られるか、あるいは、因果関係が観測者によって異なってしまう。そのため、ターディオンとは干渉せず、存在したとしても発見は不可能ではないかとも考えられている。またタキオンは計算上は理論に反しなくても、最低エネルギー状態が無限速であるなどの面から不安定解であるため、素粒子論においてはタキオンを含むような素粒子表を導出する理論は誤りであると見なされている。
1974年3月8日に、ロンドン発の外電が「オーストラリアの物理学者によって、タキオンの存在を示唆する実験結果が検出された」と報じたが、これは間違いであったと考えられている。現在、タキオン粒子の実在に関する実験的証拠は見つかっていない。

## タキオンが登場する架空の作品
映画・ドラマ
- トゥモローランド - 過去と未来を見るモニターが受信する電波としてタキオンがでてくる。
- スタートレック - 一つの例として、ワープ航行の痕跡で時間と共に消滅。
- Xファイル第92話(File No.419) 「凍結 (Synchrony)」 - 絶対零度との組み合わせでタイムワープを実現
- パラダイム - 未来から過去への警告を放送するために「タキオン粒子」を使用。
- THE FLASH/フラッシュ - 主人公FLASHがより速くなるためタキオン装置を使用した。

特撮
- 仮面ライダーカブト - 「タキオン粒子」を応用し、人間を遥かに超えるスピードで活動することができる。
- ウルトラセブン1999最終章6部作 - タキオン粒子
- 恐竜戦隊コセイドン - コセイドン号の主機関「タキオンエンジン」

アニメ・マンガ
- 宇宙戦艦ヤマト - 主要武器「艦首波動砲」、機関「波動エンジン」
- ドラえもん  - タイムふろしきの内部の「タキオン織りこみゾーン」から「タキオンエネルギー」を放出。
- 大長編ドラえもん のび太と銀河超特急 - 「ヤドリ」の戦艦による望遠システム「タキオン波画像サーチ」
- グロイザーX - 主要武器「タキオン光弾」「タキオンソニック」、機関「タキオンエンジン」
- ジーンダイバー - 「タキオンビーム」
- 手天童子 - 物質を過去に送るタイムマシンで使用。
- 宇宙をかける少女 -賞金首アレイダの武器「タキオンソード」
- ウォッチメン - Dr.マンハッタンによる未来視を妨害するために用いられた。

小説
- 無責任提督タイラー - 主要武器「惑星連合宇宙軍無人戦艦「信濃」無限粒子砲」
- 新・無責任艦長タイラー - 主要武器「ラアルゴン帝国、旗艦「メルバ」アザリン砲」
- フラッシュフォワード - 線形加速器を用いてビッグバンを再現し、タキオン検出を試みた。

ゲーム
- 斬魔大聖デモンベイン - 計測機器「タキオンカウンター」
- ダライアス - 自機シルバーホークの機関
- パルスター - 自機が装備できる武器の一つ「タキオンレーザー」
- AQUA - アリス粒子で生体を再現するために用いられた。
- メイプルストーリー - ETCアイテム「タキオン粒子」、「ダークタキオン」。
- ドリフトスピリッツ ボスバトルイベント「光より速く」 - タキオン粒子、タンドール窯を利用したタキオン粒子を発生させる装置「TAKKY」。改造されたGT-R「GT-R Tachyon」。
- Stellaris - 銀河で最も強靭なニュートロニウム装甲をも貫通する強力な艦船兵装「タキオンランス」。
- カルチョビット - ステップリーグに所属するクラブチーム「城南タキオン」。
- ポケットモンスター スカーレット・バイオレット - 拡張コンテンツ『藍の円盤』に登場するテツノカシラの専用攻撃技「タキオンカッター」。
- モンスターストライク-超絶シリーズ11週目 歪なる契約者シリーズの闇属性『異能を捧げるは未知の契約』に登場したボスモンスター「タキオン」。

その他
- ゾイド - エナジーライガーが大気中の「タキオン粒子」を吸収し、エネルギーに変換する。
- SCP財団 - 「シャンク＝アナスタサコス恒常時間溝(XACTS)」は定常タキオン流を用いてその内部を外界から完全に隔離し、現実改変の影響を受けにくくする。

## タキオンにちなむもの
- アグネスタキオン - 競走馬
- 滝音 - お笑いコンビ
- 献血ルーム吉祥寺タキオン - 吉祥寺駅前にある献血センターの名称